# Estatua ecuestre de George Meade (Filadelfia)
El Mayor general George Gordon Meade es una estatua ecuestre que se encuentra en el Parque Fairmount de Filadelfia (Estados Unidos). La estatua, que se inauguró en 1887, fue diseñada por el escultor Alexander Milne Calder y honra a George Meade, quien sirvió como oficial en el Ejército de la Unión durante la Guerra de Secesión y luego fue comisionado del parque. La estatua es una de las dos estatuas de Meade en Fairmount, y la otra forma parte del Smith Memorial Arch.

## Historia

### Contexto
George Meade se graduó en 1835 de la Academia Militar de los Estados Unidos y se desempeñó como oficial en el Ejército de los Estados Unidos durante la Intervención estadounidense en México y, más tarde, la Guerra de Secesión. En este último, Meade participó en el Teatro del Este y vio acción en la Batalla de Antietam en 1862. Más tarde, Meade fue nombrado comandante del unionista Ejército del Potomac y entregó una devastadora derrota al Ejército Confederado del Norte de Virginia en la Batalla de Gettysburg. Meade continuaría al mando del ejército hasta el final de la guerra en 1865. Al año siguiente, Meade se convirtió en comisionado de Fairmount Park en Filadelfia. En este puesto, fue responsable de diseñar el trazado de muchos de los caminos del parque. Murió varios años después, en noviembre de 1872.
Después de su muerte, la Asociación de Arte de Fairmount Park (más tarde rebautizada como Asociación de Arte Público ) creó un comité para supervisar la creación de un monumento a Meade. Pronto comenzó la recaudación de fondos para lo que sería la primera comisión importante de la asociación. Sin embargo, la recaudación de fondos inicialmente salió mal, debido en parte al pánico de 1873 y la competencia de la Exposición del Centenario. Un grupo de 119 mujeres que constituyen el Comité Auxiliar de Mujeres del Meade Memorial recaudó la mayor parte de los 30 000 dólares para el monumento. El 19 de octubre de 1881, después de un concurso, el escultor Alexander Milne Calder fue elegido como escultor del monumento. Sin embargo, el proyecto se archivó posteriormente durante varios meses mientras continuaba estudiando en la Academia de Bellas Artes de Pensilvania con Thomas Eakins. En diciembre de 1883, la asociación contrató a Calder para un boceto de yeso que estaría listo el 1 de mayo de 1884. Más tarde, el 10 de junio de 1886, se preparó un modelo de trabajo de tamaño completo y, en diciembre de ese año, comenzó la fundición. Esto se hizo en la fundición Henry Bonnard en Nueva York, y un artículo de julio de 1887 en The New York Times informó que el proceso de fundición ya se había completado. Para hacer la estatua se usó metal de los cañones confederados que habían sido capturados durante la guerra. El trabajo fue el primer proyecto de bronce a gran escala de Calder, y basó su representación de Meade en fotografías y recuerdos tanto de él como de los miembros de la familia de Meade. Le pagaron 25 000 dólares por su trabajo.
Inicialmente, se planeó ubicar la estatua frente al ayuntamiento de Filadelfia, donde hoy hay estatuas ecuestres en honor a los oficiales del Ejército de la Unión, George B. McClellan y John F. Reynolds. Sin embargo, la familia de Meade quería que la estatua se colocara en el Parque Fairmount debido a la afinidad y conexión personal de Meade con ese lugar.

### Dedicación e historia posterior
La estatua fue dedicada en Fairmount Park en una gran ceremonia celebrada el 18 de octubre de 1887. Entre 20 000 y 30 000 espectadores estuvieron presentes en la inauguración. Varios ex oficiales de la Unión estuvieron entre los asistentes, incluidos Joshua Lawrence Chamberlain, Fitz John Porter y William B. Franklin, quien había sido el superior de Meade durante la Batalla de Fredericksburg. El alcalde de Filadelfia, Edwin Henry Fitler, presidió el evento, con música proporcionada por un coro y la Banda del Primer Regimiento. La ceremonia comenzó con una invocación del Cortlandt Whitehead, obispo de la Diócesis Episcopal de Pittsburgh. Después de esto, se interpretó "My Country, 'Tis of Thee" y Fitler pronunció las palabras de apertura. Benjamin H. Brewster luego presentó la estatua, que fue descubierta por dos nietos de Meade. George Henry Boker recibió la estatua en nombre de la Asociación de Arte de Fairmount Park, que fue seguida por una oración pronunciada por el mayor general John Gibbon. La ceremonia concluyó con la doxología " Old Hundred ". Después de la dedicación, se llevó a cabo una recepción en Union League House a la que asistieron más de 600 invitados. Entre ellos se encontraban numerosos oficiales militares y veteranos que habían servido con Meade, así como varios compañeros de clase que habían asistido a la Academia Militar de Estados Unidos con él. Además, estuvo presente el gobernador de Pensilvania, James A. Beaver.
Si bien la ubicación del monumento fue inicialmente un área muy transitada, un declive en el vecindario cercano hizo que la estatua recibiera una cantidad significativamente menor de turistas. En 1913, el Gran Ejército de la República intentó reubicar la estatua debido a su área algo abandonada, sin éxito. El monumento ha sido objeto de vandalismo, y un libro de historia de 2013 sobre Meade señaló que la estatua está "descuidada y oscura". En los últimos años, se han realizado esfuerzos para reubicar la estatua frente al Ayuntamiento de Filadelfia.
En 1993, el monumento fue inspeccionado como parte de Save Outdoor Sculpture! iniciativa.

## Diseño
El monumento consiste en una estatua ecuestre de bronce de Meade sobre un pedestal de granito. La estatua tiene una altura de 3,5 m, un ancho de 1,2 m, y una profundidad de 3 m, mientras que el pedestal tiene una altura de 3,7 m, un ancho de 3,3 m, y una profundidad de 5 m  Meade, representado con bigote y barba, está vestido con su uniforme militar y tiene una espada colgando de su pierna izquierda. Su mano izquierda sostiene las riendas, mientras que su mano derecha sostiene su sombrero por la silla. El caballo sigue el modelo de Old Baldy. La estatua está ubicada en West Fairmount Park, en Lansdowne Drive al norte de Memorial Hall, y mira hacia el cementerio de Laurel Hill, donde está enterrado Meade. En el lado derecho del pedestal está inscrito "CALDER SCULOR" [sic], mientras que en el lado izquierdo tiene la inscripción "HENRY BONNARD BRONZE CO. NUEVA YORK". En el frente del pedestal está "MEADE". Además, las marcas de fundición se encuentran en la estatua. Un artículo que cubre la inauguración en The New York Times afirma que "[e] l diseño es enérgico y la ejecución es todo lo que se podría desear".